# Sungai Kunyit
Sungai Kunyit is een bestuurslaag in het regentschap Solok Selatan van de provincie West-Sumatra, Indonesië. Sungai Kunyit telt 7013 inwoners (volkstelling 2010).